# 祝福 (小說)
《祝福》是魯迅小说集《彷徨》收录的一部短篇小说。書中魯迅生動地刻畫了一位農村勞動婦女祥林嫂的悲慘遭遇，從而說明當時社會的黑暗和封建禮教、習俗觀念對人的摧殘。文章最早发表于1924年3月25日上海《东方杂志》半月刊第21卷第6号。

## 內容
祥林嫂來自衛家山，並不是魯鎮人。年輕時不幸成為寡婦，為了避免被婆婆強迫改嫁（賣掉），於是到魯鎮魯四老爺家做工，祥林嫂做工非常勤勉，氣力又大，頗受魯家的歡迎。
婆婆發現祥林嫂的行蹤，硬是拉走了祥林嫂，為了幫自己的小兒子籌措彩禮，婆婆把祥林嫂嫁給山裏的賀老六，祥林嫂不願意改嫁，打算守節，試圖撞頭自殺，但最後還是被迫順從了賀老六，與賀老六生下一個孩子。賀老六身體壯健，但卻因小小風寒猝然病死，更糟的是，小孩也被餓狼吞噬。
失去夫婿與孩子的祥林嫂，重新到魯四老爺家做工，從此逢人便反覆不停地講起死去的兒子，大家由同情，慢慢地變為反感，柳媽迷信地責備她改嫁、不能守節，要求祥林嫂去土地廟捐錢，做門檻。祥林嫂也照做了，試圖要為自己贖罪，但神靈似乎沒有庇佑她，魯四老爺和鲁四太太仍認為她「不乾不淨」，不讓她幫忙祭祖。贖罪的愿望落空后，祥林嫂的精神受到更加沉重的打击，她在魯家的工作情況也愈來愈差，也常常忘記工作，最後被魯家開除，淪為乞丐，最後就在歲末魯鎮民眾忙著祭拜福神（「祝福」）的時候，祥林嫂飢貧而卒，結束了悲哀的一生。

## 評析
- 兩次嫁人、兩次守寡；祥林嫂兩次外出做工；生既悲哀、死亦恐怖，受盡凌辱的一生。但在三種情況中（逃出婆家、以死抗婚、死不瞑目的質疑）表現出其與眾不同的勇氣。

## 手法
豐富而兼容的敘事技巧：整個故事的倒敘寫法（「想起半生事蹟的斷片」）; 頭、尾部份的順敘處理（「我」的見聞）; 倒敘中又含有插敘段落（賀家坳一段）。 
祥林嫂傳神的肖像描寫，經典的白描手法。隨著情節發展，由表及裡地描繪出不同的人生階段裡，人物內心發生的複雜變化。通過營造氛圍（祝福喜慶），烘托出人物的悲劇命運。喜與悲之間，形成強烈的對比。

## 文化影響
- 《祝福》电影版由北京电影制片厂摄制、夏衍编剧、桑弧导演、白杨主演，1956年上映（纪念鲁迅先生逝世20周年）。该片是新中国第一部彩色故事片、第一部名著改编电影，也是第一次将鲁迅笔下的人物搬上银幕。荣获第十届捷克斯洛伐克卡罗维发利国际电影节特别奖、1958年度墨西哥国际电影节“银帽奖”。该片原计划首轮只在1956年10月19日至23日于北京的“首都”、“大华” 两家影院点映，不料影院门前购票者人山人海。由于广大观众向电影发行部门发函要求立刻扩大上映，随即各甲级影院轮番上映该片，连映55天达370场，上座率在当时一直保持最高纪录。1957年5月开始在苏联莫斯科公映，白杨、魏鹤龄两位演员应邀前往出席隆重的首映礼。苏联电影发行部门洗印了500部俄语译制片拷贝送往各地放映，因供不应求又加印300部，创造了中国电影在苏联上映的最高纪录。随后该片又在东南亚各国和英国等地发行，当地的报刊相继发表评论文章。

- 《祝福》曾被改编为淮剧、评剧、越剧等戏曲剧目，其中又以越剧最为成功。1978年，袁雪芬主演的越剧故事片《祥林嫂》上映。

- 中國作曲家趙季平在1980年以《祝福》為藍本，创作了一首G大調奏鳴曲式的琵琶協奏曲，同樣命名為《祝福》。

- 中国作曲家朱晓谷于1984年，根据同名小说而创作二胡协奏曲《祝福》，是单乐章用奏鸣曲式写成。